# Z с палатальным крюком
Ᶎ, ᶎ (Z с палатальным крюком) — буква расширенной латиницы, устаревший символ МФА.

## Использование
Известно, что к 1921 году буква ᶎ уже использовалась для обозначения палатализованного [z]; в МФА официальным символом для этого звука на тот момент был ż. Была введена в МФА в 1928 году наряду с другими буквами с палатальным крюком. В 1989 году была исключена и заменена на [zʲ].
Также использовалась в ранней версии пиньиня, обозначала звук [ʈ͡ʂ] и была позже заменена на диграф zh.